# Puerto de Santander
El puerto de Santander, Cantabria (España), se sitúa en el mar Cantábrico, concretamente en la bahía de Santander, en los municipios de Santander, Camargo y Marina de Cudeyo. Está gestionado por la Autoridad Portuaria de Santander, dependiente del ente público Puertos del Estado y a su vez administrado por el Ministerio de Transportes, Movilidad y Agenda Urbana. Pertenece a la provincia marítima de Santander (ST). Distrito de Santander (ST-4).

## Principales mercancías y actividades
El puerto de Santander está especializado en el tráfico de cargas break bulk (carga fragmentada), ro-ro (cargamento rodado) y con-ro, (híbrido entre ro-ro y portacontenedores). Destaca por su conexión con la industria automotriz, sirviendo a fábricas como Volkswagen en Landaben (Navarra), Mercedes-Benz en Vitoria, y Renault en Palencia y Valladolid. También es relevante en el tráfico de pasajeros, tanto en líneas regulares como en cruceros.
La naviera Brittany Ferries opera una serie de líneas de transbordadores Ro-Ro y Ro-Pax que conecta semanalmente Santander con los puertos de Plymouth Portsmouth. 

## Historia

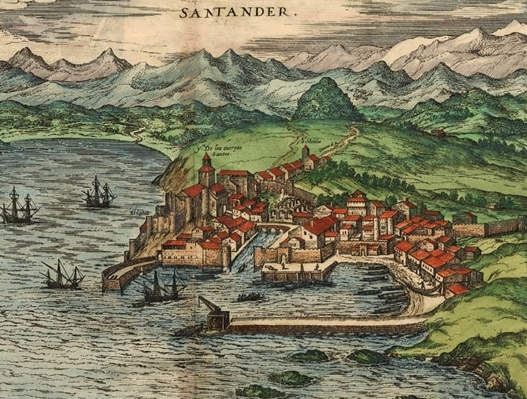
Santander vista por Joris Hoefnagel a finales del. Este grabado es la imagen más antigua existente de la ciudad.

La historia de Santander y su puerto están íntimamente ligadas desde el comienzo, ya que la construcción de este provocó el crecimiento del núcleo de población original alrededor de él. El puerto de Santander también ha propiciado el desarrollo de la ciudad, siendo en nuestros días uno de los motores económicos de Cantabria más importantes. Por último, señalar que el especial vínculo que une a puerto y ciudad se viene poniendo de manifiesto desde la década de los 50 en materia urbanística, pues el Ayuntamiento de Santander pretende terrenos portuarios sin uso actual para acometer grandes proyectos.

### Portus Victoriae Iuliobrigensium

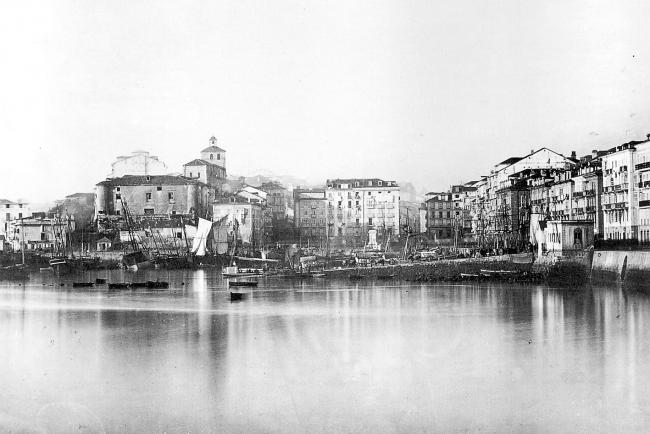
El puerto de Santander con el muelle del Martillo en primer término y el muelle de las Naos a la izquierda, delante del Castillo, 1867 (fotografía de J. Laurent).

Al cabo de las guerras cántabras, concretamente en el año 19 a. C., los romanos fundaron el puerto de Portus Victoriae, que algunos autores identifican con Santander y, otros, con Santoña. El emplazamiento de esta nueva población y puerto era inmejorable gracias al abrigo de la bahía. En un principio, la actividad principal del puerto, y motivo de su construcción, era la exportación de minerales hacia otros puntos del Imperio.

### Edad Media y Moderna

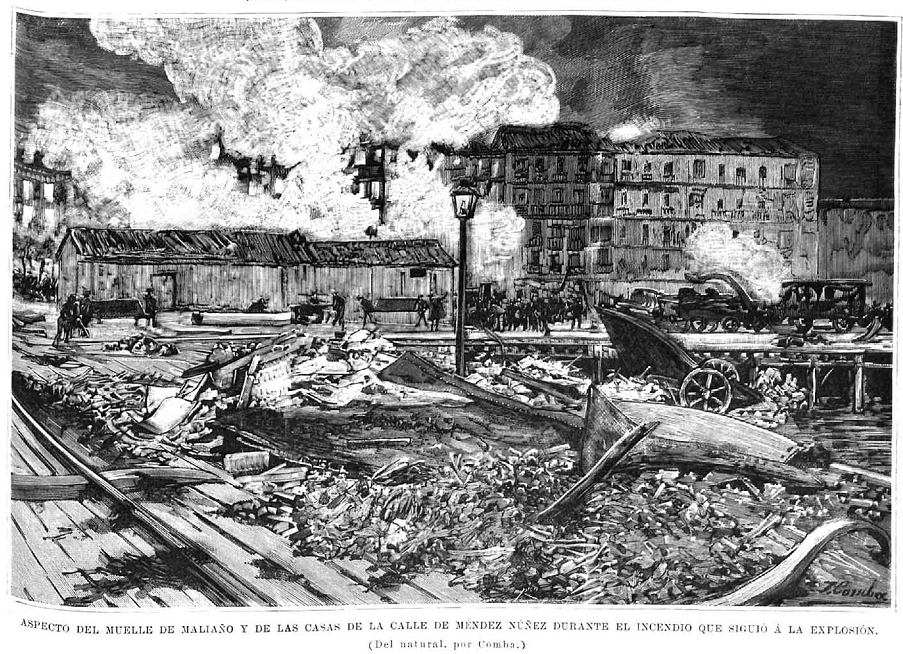
Aspecto del muelle de Maliaño y de las casas de la calle de Méndez Núñez durante el incendio que siguió a la explosión del Cabo Machichaco, en La Ilustración Española y Americana, noviembre de 1893, dibujo de Juan Comba.

En 1296 se forma la Hermandad de las Marismas, de la que Santander es parte.
En 1494 se crea el Consulado de Burgos, que posteriormente permite el tráfico de lana en el puerto de Santander, incidiendo positivamente en la economía local.
En el siglo XVI, Santander es uno de los puertos fundamentales para la Marina de Castilla y para el comercio del Reino de Castilla. En 1570, el rey Felipe II declara al puerto base naval del Cantábrico. En 1639
se funda el Real Astillero de Guarnizo, germen de lo que actualmente es Astander, en el actual municipio de El Astillero.

### Comercio con el Nuevo Mundo
En 1765 se promulga del Real Decreto de Libre Comercio, que permite a Santander comerciar con las colonias españolas en el Nuevo Mundo. Veinte años más tarde, en 1785, se crea el Consulado de Santander. Gracias a estas dos medidas, el comercio colonial aumenta y la ciudad prospera hasta convertirse en una de las ciudades portuarias más importantes.
En 1801 se crea la provincia marítima de Santander.
En 1893 se produce la explosión del vapor Cabo Machichaco, atracado en el muelle de Maliaño del puerto santanderino. Su carga, compuesta de dinamita y ácido sulfúrico ardió durante horas antes de explotar.
Con la pérdida de las últimas colonias el puerto perdió su principal recurso, hecho que se dejó notar en la economía de la ciudad.

### SigloXX

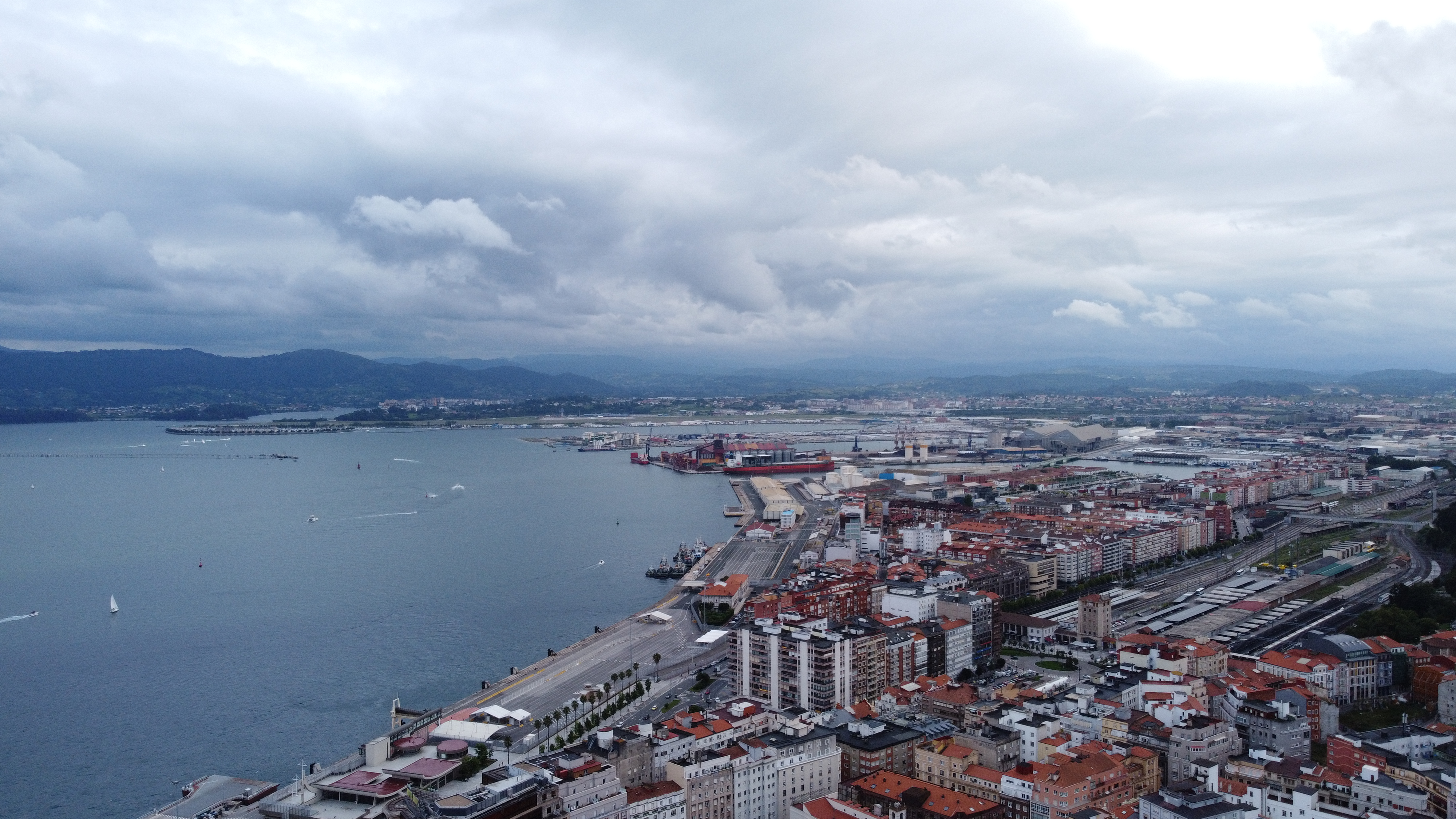
Vista general del Puerto de Santander.

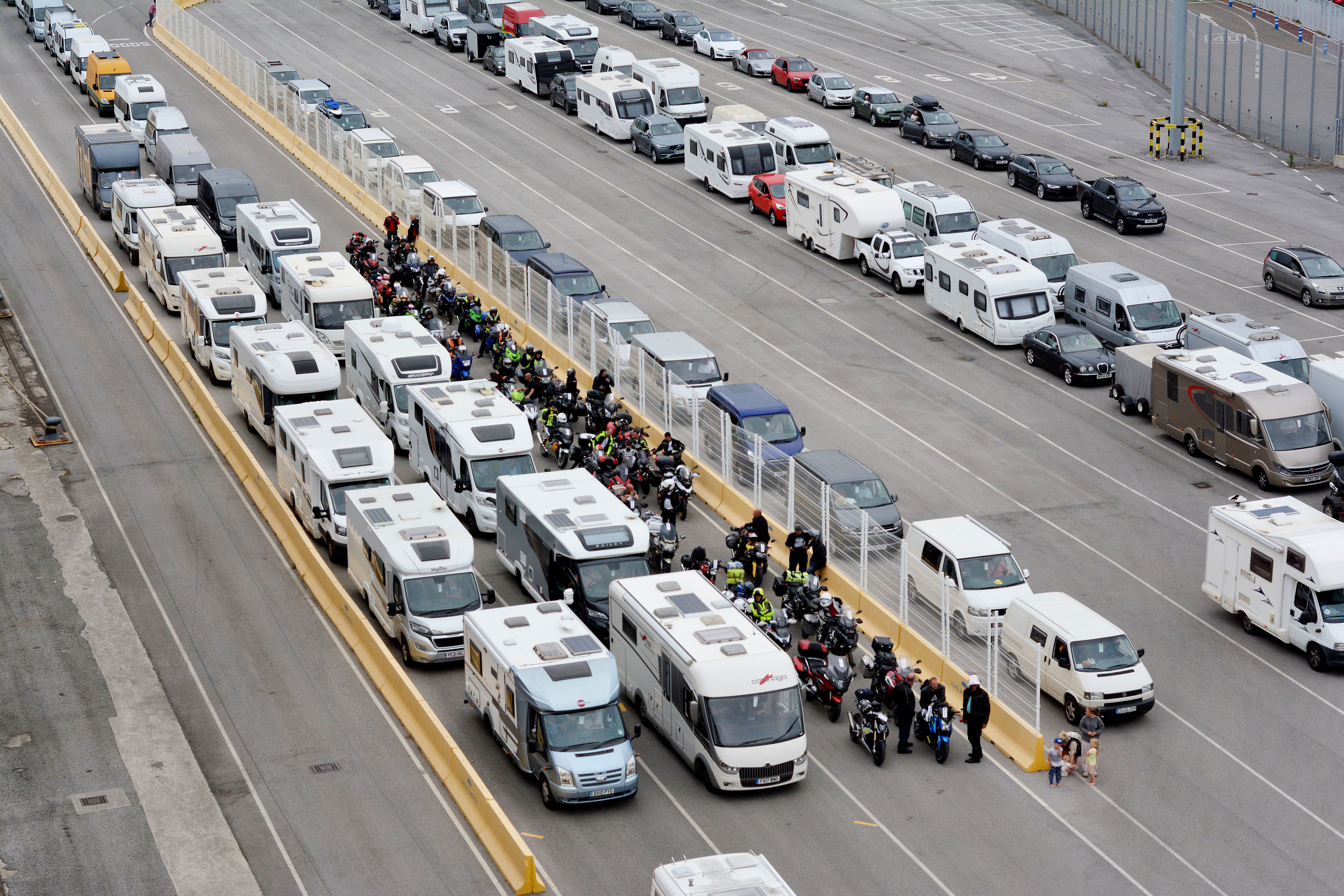
Tráfico ro-ro en el puerto de Santander esperando a embarcar en el ferry con destino a Plymouth (Inglaterra).

El 11 de agosto de 1918 se funda el Depósito franco de Santander, uno de los primeros del país.
A mediados del siglo XX, se decidió que, en aras de aumentar la capacidad y competitividad, era necesario trasladar las tareas propias del puerto del centro de la ciudad a otro lugar, ese lugar sería una zona de marismas de la Bahía de Santander tras su relleno. El emplazamiento escogido para efectuar el relleno y, por tanto, del nuevo núcleo del puerto sería la Ría de Raos, en el límite municipal entre Santander y Camargo.
En 1985 se inauguran los primeros muelles de Raos y cuatro años más tarde, en 1989, se finalizan las obras del espigón norte de Raos y la terminal de ferry Ro-Ro y Ro-Pax. Posteriormente, con unas instalaciones más modernas y apropiadas, el puerto inicia el tráfico de automóviles, una de sus actividades principales.
En 1995 se inicia la construcción del espigón central de Raos, finalizado dos años más tarde. Además se elabora un plan que proyecta el uso de los espacios portuarios y la futura organización y funcionamiento del puerto.

### SigloXXI
A raíz de los continuos problemas y quejas que ocasionaba a la población cercana a las instalaciones portuarias la manipulación de los grandes volúmenes de carbón que llegan al puerto. En 2005 comienza el proceso de construcción de una terminal de graneles sólidos que serviría de almacenaje y manipulación tanto de carbón como de otras mercancías a granel. Tras un largo periplo la terminal se puso finalmente en funcionamiento en junio de 2012, no sin polémica.

### Problemas de calado
La bahía de Santander sufre una progresiva colmatación por los sedimentos que llegan de los ríos que vierten a ella sus aguas. Esto ha hecho necesario que periódicamente se realicen labores de dragado en la canal de entrada a la bahía, que es la que utilizan los barcos para llegar al puerto, que se encuentra en la zona oeste del estuario. Aun así, las propias limitaciones de calado de la bahía hacen que los barcos más grandes no puedan acceder al puerto, lo que ha ido en detrimento del mismo en favor de otros puertos cercanos, como Bilbao o Gijón. Desde hace décadas se lleva planteando la necesidad de construir un puerto exterior fuera de la bahía para no estancar el crecimiento y la competitividad del mismo, aunque el proyecto se ha descartado varias veces por los grandes costes que supondría construir un nuevo puerto y por los problemas medioambientales que causaría. Así, el hecho de que el puerto se sitúe dentro de una bahía, lo que supuso grandes ventajas en siglos pasados por la protección que esta daba a los barcos, hoy supone un inconveniente por la imposibilidad de crecimiento del puerto.
La futura plataforma logística del Llano de la Pasiega es la manera que tendrá el puerto de resolver los problemas de aumento de capacidad para atender nuevos tráficos y el crecimiento de los actuales, dado que no existe la posibilidad de crear en Santander un puerto exterior y una vez descartado cualquier nuevo relleno en la bahía.

### Proyectos futuros
- El Proyecto Singular de Interés Regional (PSIR) del Llano de La Pasiega, una amplia área logística proyectada en el municipio de Piélagos que facilitaría la ampliación del tráfico de vehículos y resolvería las limitaciones de espacio que actualmente tiene el puerto. El proyecto está impulsado por el Gobierno de Cantabria y la Autoridad Portuaria de Santander.[5]

## Instalaciones

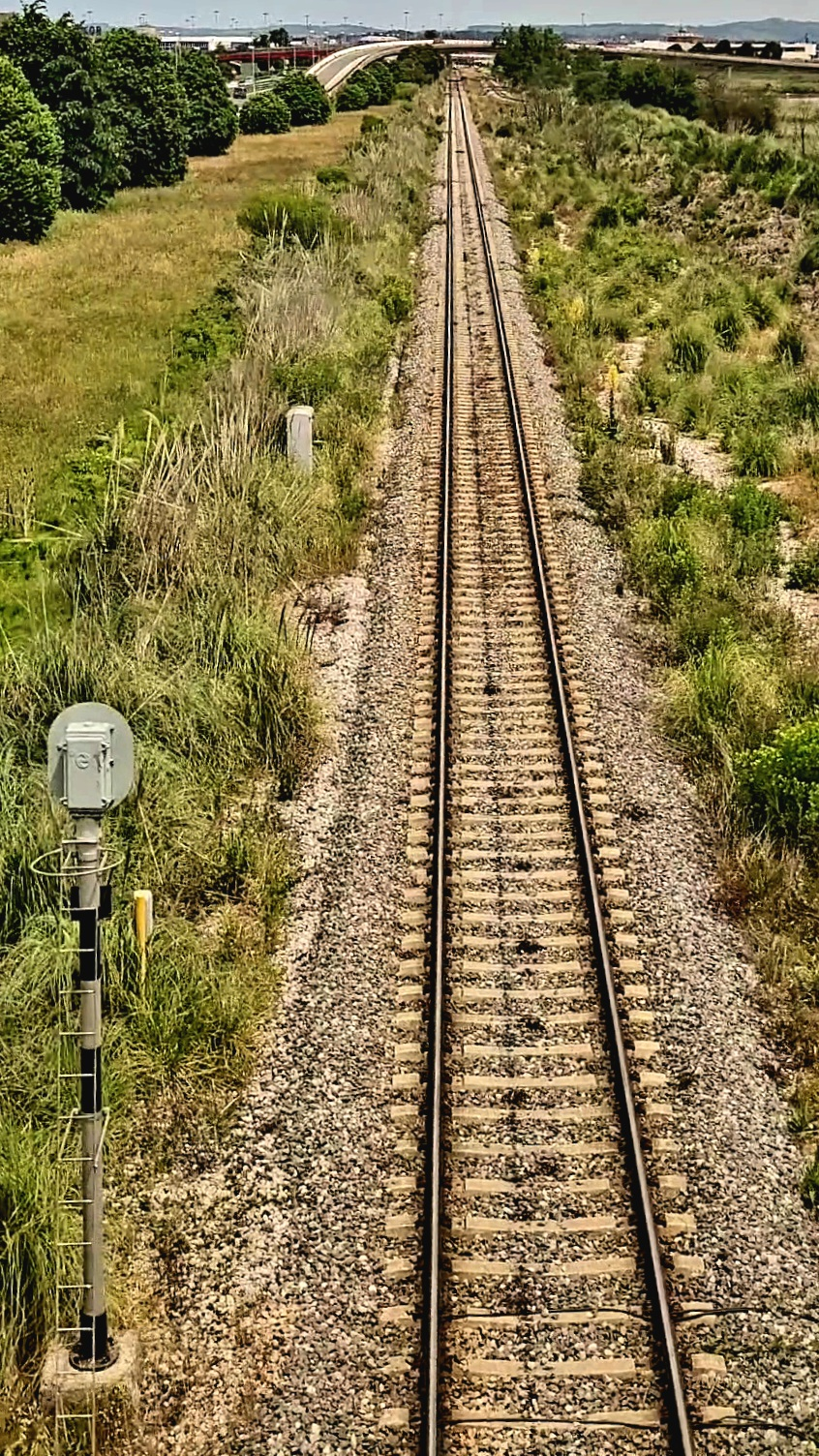
Vía de ancho ibérico de acceso al puerto de Santander

El puerto de Santander es un puerto natural ubicado dentro de la bahía del mismo nombre, lo que le permite operar sin necesidad de grandes infraestructuras de abrigo. 
Las principales vías de acceso al puerto son las autovías S-10 y A-67. El acceso por ferrocarril se realiza mediante dos vías únicas sin electrificar, una de ancho ibérico y otra de ancho métrico. Ambas líneas son gestionadas por Adif hasta el punto de conexión físico y funcional con la red ferroviaria del puerto. Este límite está situado bajo el viaducto de la autovía S-10 y a él llegan las líneas de Adif en paralelo.
El ramal de ancho ibérico parte de la terminal de mercancías de Muriedas, que se encuentra en la línea Palencia-Santander, entre los apeaderos de Muriedas Bahía y de Nueva Montaña.
Los muelles de Raos están conectado con la línea Santander-Bilbao de ancho métrico, a través de la línea 774 de la Red Ferroviaria de Interés General Maliaño La Vidriera-Puerto de Raos. Se trata de una línea de vía única sin electrificar con bloqueo en régimen de maniobras, de 3,5 km de longitud.
Los principales muelles del puerto son:

#### Dique de Gamazo

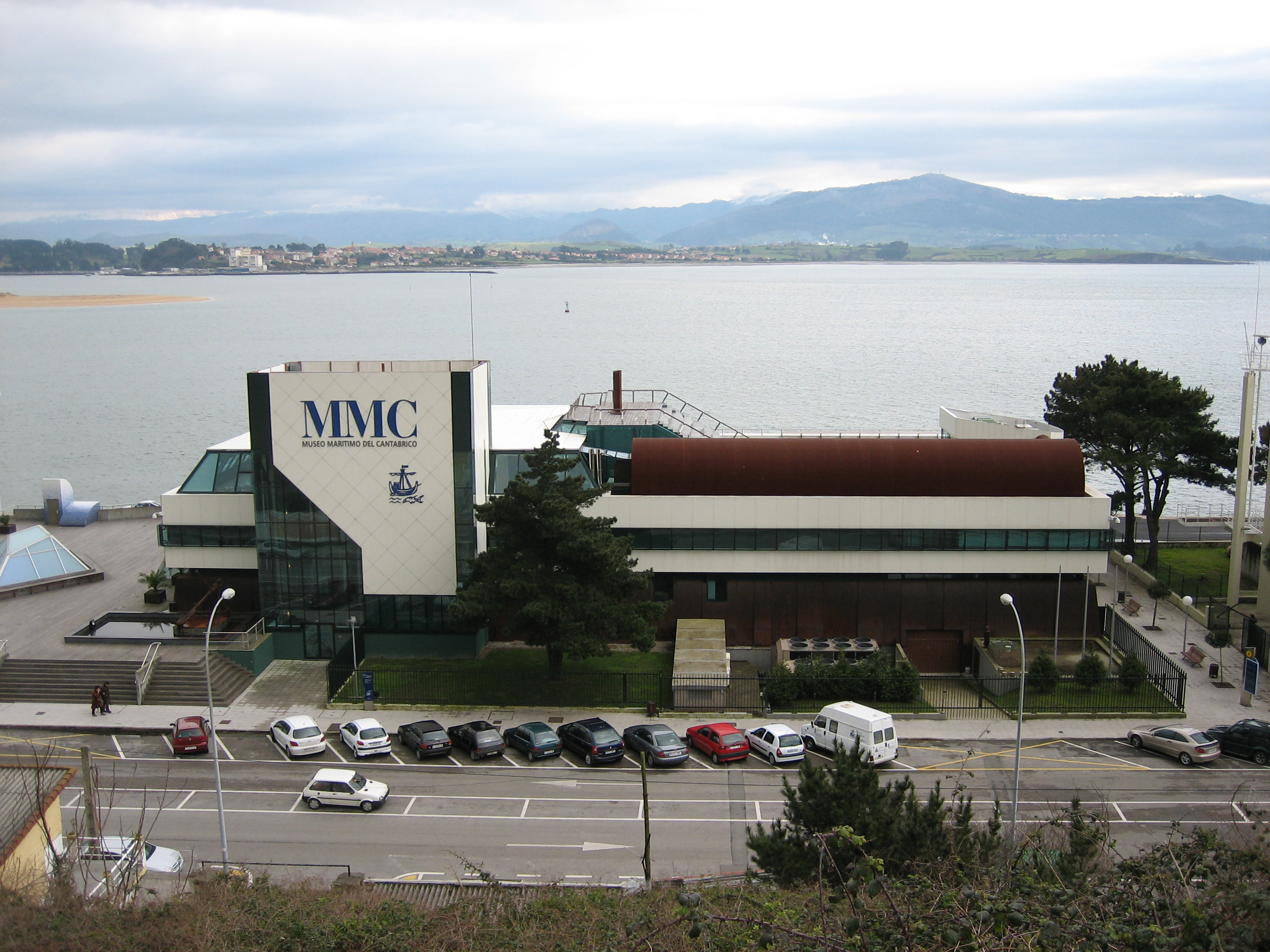
Museo Marítimo del Cantábrico, en el Dique de Gamazo.

Se trata de un dique seco proyectado por Arturo Clemente en 1885 con unas dimensiones de 132 m de eslora y 15 m de manga. Esta instalación de la Junta de Obras del Puerto se mantuvo en servicio desde 1908 a 1989 y actualmente está integrado en el parque de Gamazo.

#### Dársenade Molnedo (Puertochico)
Este gran proyecto fue diseñado en el siglo XIX por José de Lequerica, fue construida para facilitar las labores de los barcos pesqueros. En los años 1940 pasa de ser el puerto pesquero de la capital cántabra a ser un puerto deportivo, trasladándose la actividad pesquera al actual Barrio Pesquero.

#### Muelle de Calderón

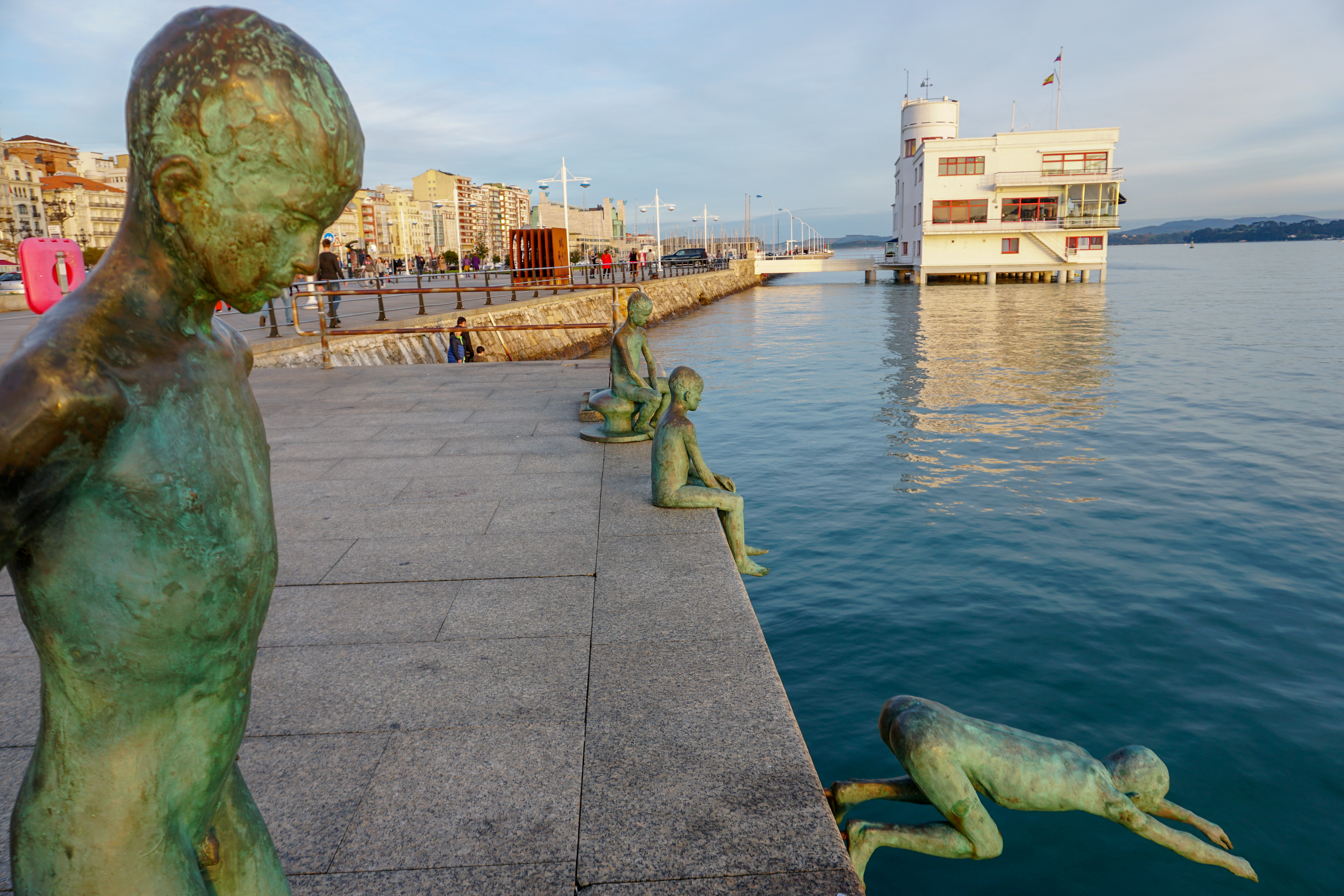
Esculturas de Los Raqueros y el edificio del Real Club Marítimo de Santander, en el Muelle de Calderón

El 12 de agosto de 1821 (1820 según otros autores), el Ayuntamiento de Santander firma un acuerdo con el indiano perulero Guillermo Antonio Calderón, nativo de Soto Iruz, en el Valle de Toranzo (Cantabria), por el que le hizo concesionario para, por su cuenta, construir un muelle que, a la postre, recibiría su nombre como muelle de Calderón, y que continuaría la obra de los muelles entonces existentes, prolongándolos desde su punto más oriental en ese momento, frente a la calle del Martillo (cuyo nombre procedía de la forma que tenía el final del espigón que continuaba la calle, y que, oficialmente, hoy es la calle de Marcelino Sanz de Sautuola -quien no nacería hasta diez años después-), hasta lo que hoy es la calle de Lope de Vega. El compromiso de Calderón era comenzar los trabajos en la primavera de 1822, continuándolos hasta su terminación “sin levantar mano”. En la actualidad, la denominación de muelle de Calderón corresponde al que se extiende desde la Grúa de Piedra hasta el Club Marítimo, con una longitud aproximada de doscientos setenta (270) metros.
Se rompe con este acuerdo un período de inactividad en los muelles santanderinos iniciado en 1794, tras el "Plano de los Muelles de la ciudad de Santander y su nueva Población" del Capitán de Fragata Agustín de Colosía, por encomienda del Real Consulado de Mar y Tierra de Santander, pero que encontró la oposición final tanto de este organismo como del propio Ayuntamiento de Santander en cuanto a su propuesta de ensanche.
El “Plano de los Nuevos Muelles y Nuevo Poblado de la ciudad de Santander”, con el bajo título de “Plano que demuestra las variaciones para la continuación del proyecto de obras para la Dársena, muelles y nueva población de esta Ciudad”, lo trazó en 1821 el después arquitecto José Peterrade, gaditano y entonces Maestro de Obras titular del municipio de Santander, responde a una Real Orden de 13 de diciembre de 1821, y las obras en él contenidas se presupuestaron entonces en la cantidad de un millón ochocientos mil reales. En el plano se contemplan ya la Media Luna (actual plaza de Cañadío) y otra plaza que debería haberse llamado plaza de la Constitución y que es la actual plaza de Pombo. Del plano se conservan copias en el Museo Marítimo del Cantábrico y en la Biblioteca Municipal de Santander, así como en alguna colección privada.
Las obras de los muelles estaban terminadas en 1825, en 1826 se empezó a empedrar la nueva plaza y en 1827 se levanta la primera casa del muelle a partir de la calle del Martillo (o sea, en la mitad derecha del actual edificio del Banco de Santander). Esta casa sería vivienda del propio Guillermo Calderón (costándole no pocas discusiones con el Ayuntamiento para conseguir la autorización para su construcción), y de ella no quedan trazas ya que el 6 de octubre de 1880 fue destruida por un incendio, habiendo constancia de que estuvieron instalados en ella el Café Suizo y el Círculo de Recreo, dos escenarios sociales imprescindibles en el Santander decimonónico. En 1837 la mayoría de los edificios proyectados en la primera línea del muelle ya estaban construidos, tal como refleja el plano del Teniente de Navío José María Mathé, de dicho año 1837.
- Real Club Marítimo de Santander. Edificio singular de estilo racionalista obra del arquitecto Gonzalo Bringas.[9]
- Palacete del Embarcadero. Pequeño edificio en origen embarcadero real obra del arquitecto Javier González de Riancho. En la actualidad es una sala expositiva y de conferencias.

#### Muelle de Maura

La antigua Grúa de piedra y el centro de Arte Botín, en los muelles de Maura y Albareda.

- Grúa de Piedra, proyectada por Sheldon y Gerdtzen en 1896, en la actualidad permanece como monumento reflejo de la tradición industrial y portuaria de la ciudad.

#### Muelles de Albareda, del Almirante y de Bloques
- Centro Botín. Edificio expositivo de arte y conferencias diseñado por el arquitecto Renzo Piano.
- Estación Marítima. Edificio singular de estilo expresionista y organicista diseñado por el arquitecto Ricardo Lorenzo García.

#### Muelles y dársena de Maliaño
- Comandancia de Marina

#### Puerto pesquero
- Lonja
- Fábrica de hielo

#### Muelles de Raos
Esta zona se divide en dos espigones (Norte y Central) con 8 tramos de muelles en total, para diferentes usos.

#### Puertos secos
Para ampliar su área de influencia y mejorar la distribución de mercancías en la Meseta y el Valle del Ebro, el Puerto de Santander participa en dos puertos secos estratégicamente ubicados: Azuqueca de Henares, Guadalajara y Santander-Ebro (Luceni, Zaragoza). Estos centros logísticos ofrecen servicios adicionales y atraen a una amplia red de operadores logísticos, fortaleciendo la posición competitiva del puerto.

## Eventos acogidos
- Regata Cutty Sark 2002
- Festival del Mar 2005, 2014
- Mundial de Vela 2014
- Copa del Mundo de Vela 2017